# Ганнибал: Восхождение (роман)
«Ганнибал: Восхождение» (англ. Hannibal: Rising) — роман Томаса Харриса, опубликованный в 2006 году. Четвёртый роман по дате выхода и первый по хронологии событий в серии романов о похождениях зловещего Ганнибала Лектера — каннибала-интеллектуала и серийного убийцы, повествующая о его молодости. Роман был впервые экранизирован в 2007 году, где роль Лектера сыграл Гаспар Ульель.

## Сюжет
1944 год. Восьмилетний Лектер живет в родовом замке в Литве вместе со своей семьей, когда кровопролитные бои добираются и до этих идиллических мест. Родители вместе с Лектером и его маленькой сестрой Мишей укрываются глубоко в лесу, в небольшой хижине. Вскоре танк советских войск останавливается у хижины с просьбой поделиться водой, и в этот момент на них нападают немцы, родители погибают. После гибели родителей на хижину натыкаются бывшие солдаты СС, которые убивают и съедают младшую сестру Лектера. Через некоторое время он попадает к советским солдатам, которые отвозят его обратно в замок Лектеров, который стал приютом для сирот. Позже Лектер совершает побег и перейдя границу СССР через Восточную Германию добирается до Франции где обдумывает планы мести. С тех пор Лектер становится одержим жаждой мести за смерть сестры…

## Персонажи
- Ганнибал Лектер
- Леди Мурасаки
- Паскаль Попиль
- Владис Грутас
- Жигмас Милко
- Энрикас Дортлих
- Петрас Кольнас
- Бронюс Гренц
- Казис Порвик
- Поль Мамун
- Роберт Лектер
- Мика (Мишу) Лектер

## История создания
В журнале Entertainment Weekly от 22 февраля 2007 года появилась цитата Харриса, заявившего, что единственная причина, по которой он написал этот роман в том, что он боялся, что кто-то другой напишет историю молодого Лектера без его участия.
Продюсер фильма-экранизации, Дино Дэ Лаурентис прокомментировал выход картины: «Я сказал Томасу — если ты не будешь работать над приквелом, то я найму кого-нибудь другого. Я не хочу завершать этот франчайз — он всё ещё интересен зрителям» — сначала писатель отказался, но через некоторое время дал своё согласие на участие в проекте.

## Связи и противоречия
- Точный возраст и дата рождения Лектера не указываются. В романе «Ганнибал» говорится, что ему было шесть лет, когда умерла его сестра. В этом романе, по неизвестным причинам, возраст изменён на двенадцать. Предположительно, это связано с фактом, что Лектер фальсифицировал свои документы.

- В романе нет упоминания об одной из разновидностей полидактилии — заболевании, из-за которого мужчина родился с шестью пальцами, но два из них срослись в средний.

## Экранизация
В 2007 году вышел фильм под одноименным названием. Режиссёрское кресло занял Питер Веббер. Сценарий картины написал сам Томас Харрис. Роль молодого Ганнибала Лектера сыграл французский актёр Гаспар Ульель.
Роман также частично экранизирован в телесериале «Ганнибал». Роль Лектера исполнил датский актёр Мадс Миккельсен.

## Издание
Первоначальное издание вышло тиражом 1,5 миллиона копий, а роман получил смешанные отзывы. Вошёл в список бестселлеров по версии Publishers Weekly за 2006 год.
Кроме того, одновременно с выходом книги в продажу поступила аудио-версия романа. Текст читает сам Харрис.